# Valdemanco del Esteras
Valdemanco del Esteras – gmina w Hiszpanii, w prowincji Ciudad Real, w Kastylii-La Mancha, o powierzchni 142,46 km². W 2011 roku gmina liczyła 223 mieszkańców.